# カスティリオーン・フィオレンティーノ
カスティリオーン・フィオレンティーノ (伊: Castiglion Fiorentino) は、イタリア共和国トスカーナ州アレッツォ県にある、人口約13,000人の基礎自治体（コムーネ）。

## 地理

### 位置・広がり

#### 隣接コムーネ
隣接するコムーネは以下の通り。
- アレッツォ
- コルトーナ
- フォイアーノ・デッラ・キアーナ
- マルチャーノ・デッラ・キアーナ

### 気候分類・地震分類
カスティリオーン・フィオレンティーノにおけるイタリアの気候分類 (it) および度日は、zona E, 2159 GGである。
また、イタリアの地震リスク階級 (it) では、zona 2 (sismicità media) に分類される。

## 行政

### 分離集落
カスティリオーン・フィオレンティーノには以下の分離集落（フラツィオーネ）がある。
| - Brolio - Castroncello - Cozzano - La Badia - La Montanina - La Nave - Mammi - Manciano La Misericordia - Montecchio Vesponi - Noceta - Orzale - Pergognano | - Petreto - Pieve di Chio - Pievuccia - Polvano - Ranchetto - Ristonchia - Santa Cristina - Santa Lucia - Santa Margherita - Santo Stefano - Senaia - Valuberti |

## 姉妹都市
- ロンダ、スペイン 1996年-
- ラ・シャリテ＝シュル＝ロワール、フランス 2004年-

## 人物

### 著名な出身者
- ロベルト・ベニーニ - 俳優・映画監督・コメディアン。